# Пуку
Пуку (лат. Kobus vardonii) је афрички сисар из фамилије шупљорогих говеда (Bovidae). 

## Угроженост
Ова врста је на нижем степену опасности од изумирања, и сматра се скоро угроженим таксоном.

## Распрострањење
Ареал врсте покрива средњи број држава. Врста је присутна у ДР Конгу, Анголи, Боцвани, Замбији, Малавију и Танзанији. Присуство је непотврђено у Намибији и Зимбабвеу.

## Станиште
Станишта врсте су мочварна подручја, саване, травна вегетација, екосистеми ниских трава и шумски екосистеми и слатководна подручја.